# Cricotopus zuelis
Cricotopus zuelis är en tvåvingeart som beskrevs av Roback 1960. Cricotopus zuelis ingår i släktet Cricotopus och familjen fjädermyggor.
Artens utbredningsområde är Peru. Inga underarter finns listade i Catalogue of Life.